# Баиов, Алексей Константинович
Алексе́й Константи́нович Баиов (Байов) (20 февраля(8 февраля по ст.стилю) 1871, Умань — 8 мая 1935, Таллин) — русский военный историк, генерал-лейтенант (1915).

## Биография
Православный. Из дворян Киевской губернии. Сын генерал-лейтенанта Константина Алексеевича Баиова.
Окончил Киевский кадетский корпус (1888) и 2-е Константиновское военное училище (1890), откуда был выпущен подпоручиком в лейб-гвардии Егерский полк.
Чины: поручик (1894), штабс-капитан гвардии с переименованием в капитаны ГШ (1896), подполковник (1900), полковник (за отличие, 1905), генерал-майор (за отличие, 1911), генерал-лейтенант (1915).
В 1896 году окончил Николаевскую академию Генерального штаба по 1-му разряду.
По окончании академии отбывал цензовое командование ротой в 105-м пехотном Оренбургском полку. Был прикомандирован к штабу Виленского военного округа, где состоял на должностях старшего адъютанта штаба округа (1897—1898), обер-офицером для поручений при штабе округа (по 1 января 1901). В 1896-90 гг. проходил цензовое командование ротой. С 1902 последовательно занимал ряд должностей по генеральному штабу.
В 1902 преподаватель Академии Генерального штаба. В 1904 году назначен правителем дел Николаевской академии генерального штаба, а в 1906 году — профессором той же академии по кафедре русского военного искусства. С 1910 по 1917 год — редактор журнала Известия Императорской Николаевской военной академии. Член военно-исторической комиссии по написанию истории русско-японской войны.
С началом Первой мировой войны был назначен начальником штаба 24-го армейского корпуса. Пожалован Георгиевским оружием
За то, что, исполняя обязанности начальника штаба корпуса в дни многодневных и многотрудных боев и маневра корпуса с целью окружения частей противника у Подбужа, выделялся верной оценкой обстановки и самоотверженной своей деятельностью, неоднократно подвергая свою жизнь опасности и тем много содействовал успеху корпуса.
Генерал-квартирмейстер, а с мая 1917 — начальник штаба 3-й армии. В 1917 начальник 42-й пехотной дивизии, командир 50-го армейского корпуса, командующий 2-й армией с 20 ноября по 24 декабря 1917 г..
В конце 1917 после развала фронта возвратился в Петроград. Работал в Артиллерийском и Инженерном музее. Возглавлял Комиссию по приведению в порядок исторического архива. Жил на даче в Гатчине, а затем перебрался в Павловск. В 1919 после захвата Павловска частями Северо-западной армии Юденича, присоединился к ней. Занимал должность начальника ревизионной комиссии армии. Вместе с СЗА отступил в Эстонию.
В 1920—1926 годах преподавал в эстонских военно-учебных заведениях (Таллинское военное училище и Высшие курсы Эстонского Генерального штаба). В 20-е годы Баиов стал признанным лидером русских монархистов в Эстонии. В 1923 году принимал участие в создании Русского клуба в Таллине (был одним из учредителей). В 1924 году председатель Совета старшин клуба и глава эстонского отделения Высшего монархического совета. С 1925 года возглавлял эстонский отдел РОВСа, и руководил им до смерти. Под руководством Баиова в 1926 году основан Комитет «Дня русского инвалида» (был председателем этого комитета). С 1923 года был владельцем книжного магазина «Русская книга» в Таллине, действовавшего также как библиотека, а с 1934 года — и как издательство.
В 1931—1935 годах председатель Общества помощи бывшим русским военнослужащим в Эстонии (Союз русских инвалидов в Эстонии). Член Комитета по изданию истории царствования Императора Николая II. Действительный член Русской академической группы в Эстонии, член ревизионной комиссии группы. Начальник организации Русских скаутов в Эстонии. Председатель Общества друзей Русских скаутов в Эстонии. Член-учредитель общества «Дом Русского ребенка». Член ревизионной комиссии Общества помощи больным эмигрантам, председатель Кружка ревнителей церковного благоустройства при церкви подворья Пюхтицкого монастыря в Таллине (Таллинское подворье Пюхтицкого Свято-Успенского монастыря, разрушено в 1960 году). Умер в Таллине 8 мая 1935 года, похоронен 10 мая на Александро-Невском кладбище.

## Награды
- Орден Святого Станислава 3-й ст. (1898);
- Орден Святой Анны 3-й ст. (1905);
- Орден Святого Станислава 2-й ст. (1908);
- Орден Святого Владимира 3-й ст. (1912);
- мечи к ордену Святого Владимира 3-й ст. (ВП 19.11.1914);
- Орден Святого Станислава 1-й ст. с мечами (ВП 19.11.1914);
- Георгиевское оружие (ВП 24.02.1915);
- Высочайшая благодарность «за труды, понесенные ими в Высочайше утвержденной комиссии по организации празднования 200-летия Гангутской победы» (ВП 16.03.1915);
- Орден Святой Анны 1-й ст. с мечами (ВП 20.03.1915);
- Орден Святого Георгия 4-й ст. (ВП 09.09.1915).

## Труды
- Лейб-гвардии Егерский полк. Историческая памятка для нижних чинов. 1893
- Памятка по тактике для унтер-офицеров пехоты.
- Памятка по топографии для унтер-офицеров пехоты.
- Военно-географическое и статистическое описание Северной Кореи. 1903
- Приказы Миниха за 1736—1738 годы. 1904
- Русская армия в царствование имп. Анны Иоанновны. Война России с Турцией в 1736—1739, т. 1-2, СПБ. 1906; Том. 1. Том 2. (недоступная ссылка)
- Курс истории русского военного искусства, в. 1-7, СПБ. 1909-13:
- История русской армии, в. 1, СПБ. 1912;
- История военного искусства как наука, СПБ. 1912
- Вклад России в победу союзников. 1924
- Истоки великой мировой драмы и её режиссёры. 1927